# София Вильгельмина Бранденбург-Байрейтская
Софи́я Вильгельми́на Бра́нденбург-Ба́йрейтская (нем. Sophie Wilhelmine von Brandenburg-Bayreuth, в.-фриз. Sophie Wilhelmine fan Brandenbuurich-Bayreuth; 4 июня или 8 июля 1714, Веферлинген, Бранденбург-Байрейт — 7 сентября 1749, Аурих, Королевство Пруссия) — принцесса из дома Гогенцоллернов, дочь маркграфа Бранденбург-Байрейта Георга Фридриха Карла. Супруга князя Карла Эдцарда; в замужестве — последняя княгиня Остфрисланда.

## Семья и ранние годы
Родилась в Веферлингене 4 июня или 8 июля 1714 года. Она была пятым ребёнком и младшей дочерью в семье маркграфа Бранденбурга в Байрейте Георга Фридриха Карла и Доротеи Шлезвиг-Гольштейн-Зондербург-Бекской, принцессы из Ольденбургского дома. По отцовской линии приходилась внучкой маркграфу Бранденбург-Кульмбаха из дома Гогенцоллернов Кристиану Генриху и Софии Кристине фон Вольфштейн, графине из дома Вольфштейнов. По материнской линии была внучкой герцога Шлезвиг-Гольштейн-Зондербург-Бека Фридриха Людвига и Луизы Шарлотты Шлезвиг-Гольштейн-Зондербург-Августенбургской, принцессы из Августенбургской ветви Ольденбургского дома.
Родители Софии Вильгельмины развелись через два года после её рождения. Мать принцессы обвинили в супружеской неверности и после развода заключили под стражу в крепости. Отец принцессы поселился с детьми в Ротенбурге-на-Таубере; в 1727 году он стал владетельным маркграфом Бранденбурга в Байрейте. Воспитанием Софии Вильгельмины занималась бабка по отцовской линии. Принцесса, вероятно, больше никогда не видела свою мать. В юном возрасте она переехала в Аурих к княгине Остфрисланда Софии Каролине Бранденбург-Кульмбахской, приходившейся ей тёткой по отцовской линии, где познакомилась с её пасынком и своим будущим мужем, наследным князем Остфрисланда.

## Брак без потомства
Дядя принцессы, князь Остфрисланда Георг Альбрехт был тяжело болен и спешил устроить брак своего наследника. В замке Берум 25 мая 1734 года София Вильгельмина Бранденбург-Байрейтская сочеталась браком с Карлом Эдцардом (15 февраля 1716 — 8 июня 1744), который 12 июня 1734 года стал новым князем Остфрисланда. У княгини был весёлый и жизнерадостный характер. Несмотря на то, что супруги не любили друг друга, князь построил для жены охотничий дворец Вильгельминенхольц в роще под Аурихом. Последнюю София Вильгельмина преобразовала в барочный парк.
В браке у супругов родился один ребёнок — дочь Элизабета София Магдалена Каролина Вильгельмина (5 декабря 1740 — 14 июня 1742), княжна Остфрисланда, которая умерла в младенческом возрасте. 21 мая 1744 года у княгини случился выкидыш.
16 мая 1744 года Карл Эдцард прибыл пешком к Софии Вильгельмине в охотничий дворец Вильгельминенхольц. Здесь, выпив стакан пахты, он почувствовал себя плохо. В последующие дни здоровье князя сильно ухудшилось. 24 мая лечащий врач назвал его состояние критическим, но на следующий день выразил надежду на улучшение, которая, однако, не оправдалась. Карл Эдцард скоропостижно скончался в возрасте двадцати восьми лет около полуночи 25 мая 1744 года (на сайте Фонда средневековых генеалогий указана другая дата смерти — 8 июня 1744 года), оставив Софию Вильгельмину бездетной вдовой. Неизвестно был ли он отравлен или умер естественной смертью.

## Преждевременная смерть
Муж Софии Вильгельмины был последним правителем Остфрисланда из дома Кирксена. После его смерти, уже 26 мая 1744 года вдовствующая княгиня признала действие Эмденской конвенции, согласно которой 23 июня 1744 года имперское княжество Остфрисланд было аннексировано королём Пруссии Фридрихом II. Последний пригласил овдовевшую родственницу ко двору в Берлин, но из-за проблем со здоровьем она не смогла принять его предложение.
После смерти мужа София Вильгельмина серьёзно заболела. Состояние её здоровья ухудшалось в течение следующих нескольких лет. С 1745 года она была почти полностью парализована, слепа и страдала водянкой. Умерла 7 сентября 1749 года на тридцать шестом году жизни в замке Аурих. Останки княгини были погребены в кирхе Святого Ламберта. В 1880 году их перезахоронили в мавзолее дома Кирксена. 31 августа 1960 года одной из улиц в Аурихе было присвоено её имя.